# Estación Curarú
Curarú era una estación ferroviaria ubicada en la localidad del mismo nombre, en el partido de Carlos Tejedor, provincia de Buenos Aires, Argentina.
En la actualidad, en sus instalaciones funciona el Museo Zonal Histórico de Curarú.

## Historia
Fue inaugurada en 1911 por la Compañía General de Ferrocarriles en la Provincia de Buenos Aires. Sus servicios cesaron en 1961 a causa del Plan Larkin.